# Ucrania de la Margen Derecha

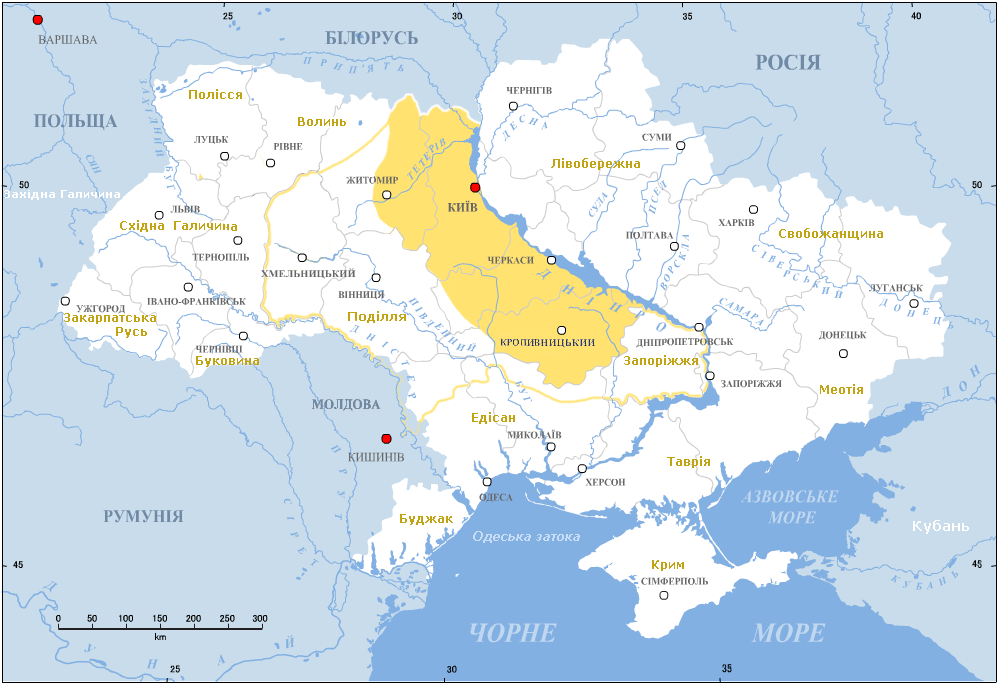
Ucrania de la Margen derecha (amarillo).

La Ucrania de la Margen Derecha (en ucraniano: Правобережна Україна; en ruso: Правобережная Украина; en polaco: Prawobrzeżna Ukraina) es el nombre histórico que reciben los territorios de la margen derecha (occidental) del río Dniéper, correspondiendo a los actuales óblasts de Volinia, Rivne, Vínnitsa, Zhitómir, Kirovogrado y Kiev, así como partes del óblast de Cherkasy y del óblast de Ternópil.
En 1667 por el Tratado de Andrúsovo, la Ucrania de la Margen Izquierda (incluida Kiev) se incorpora al Zarato moscovita, mientras que la Ucrania de la Margen Derecha (excepto la ciudad de Kiev) permanece como parte de la Mancomunidad Polaco-Lituana. Cinco años después, en 1672, Podolia fue ocupada por el Imperio otomano, mientras que Kiev y Brátslav caen bajo el control del atamán Petró Doroshenko hasta 1681, cuando también son capturadas por los turcos. Después de la victoria cristiana en la batalla de Viena de 1683, por el Tratado de Karlowitz vuelven esos territorios a manos de la Mancomunidad Polaco-Lituana. Durante el siglo XVIII, tuvieron lugar dos levantamientos cosacos. En 1793, la Ucrania de la Margen Derecha fue anexada finalmente por el Imperio ruso, con la segunda partición de Polonia, formando parte de la Gobernación de Rusia Menor (Malorrósiya o "Pequeña Rusia").

## Historia

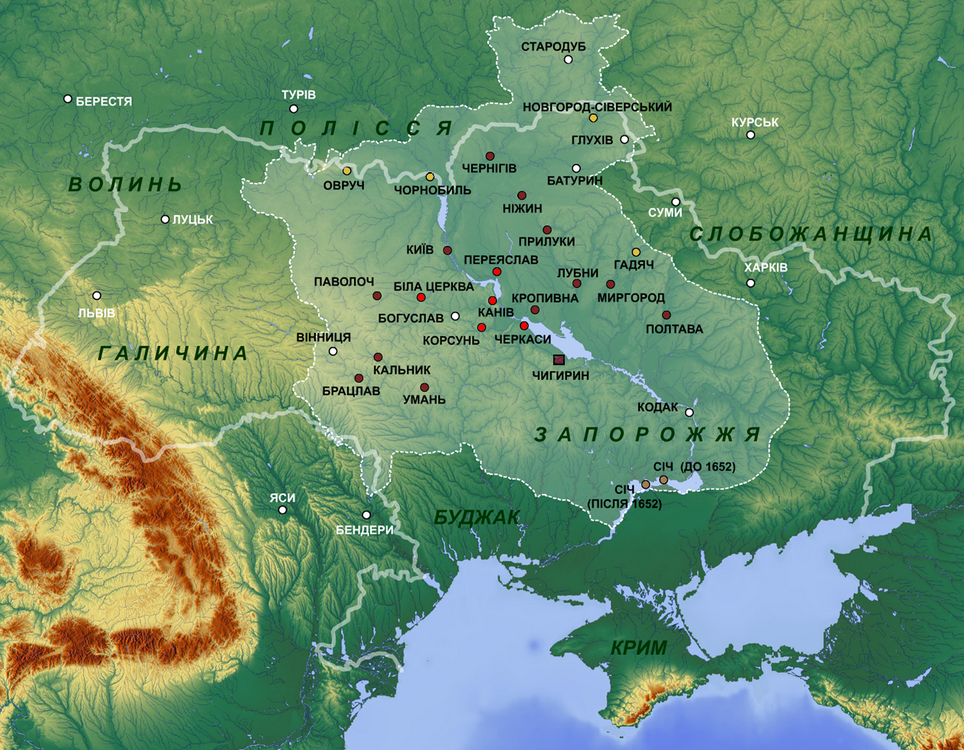
Territorio conseguido tras la Rebelión de Jmelnitski.

Históricamente, el concepto de "Ucrania de la Margen Derecha" surgió en el siglo XVII, durante la guerra civil en el Hetmanato Cosaco, que pasó a la historia con el nombre de "Ruina". Debido a una división que surgió en el campo cosaco durante la guerra ruso-polaca (1654-1667). En este contexto, cada facción cosaca eligió a su propio hetman en cada una de las orillas del río Dnieper.
En 1657, Pavel Teterya fue elegido Hetman de los cosacos de la orilla derecha, y, en 1663, Ivan Bryukhovetsky fue elegido hetman de la orilla izquierda.

### Tras la muerte de Bogdán Jmelnitski
Tras la muerte de Bogdán Jmelnitski, algunos cosacos cuestionaron la elección de Iván Vihovski como Hetman, proceso que dio lugar al Levantamiento de Barabash y Pushkar, que Vihovski sólo consiguió sofocar, rechazando las directrices de Zar Aleijo I, que intentaba conciliar a Vihovski y a los líderes cosacos rivales, con la ayuda de tropas de tártaros de Crimea. En el verano de 1658, tras su victoria en la represión del levantamiento, Vihovski siguió actuando para eliminar a posibles rivales. 
El 22 de agosto de 1658, Kiev fue atacada por un ejército dirigido por Daniil Evstafievich Vihovski (hermano de Iván Vihovski) con el apoyo de los tártaros de Crimea. En este contexto, Vasily Borisovich Sheremetev, el Vaivoda de Kiev, consiguió evitar la toma de la ciudad. Sin embargo, las tropas atacantes lograron aislar la ciudad.
En septiembre de 1658, Iván Vihovski firmó el Tratado de Hadiach con los polacos, según el cual el Hetmanato Cosaco, se llamaría: Gran Ducado de Rusia y formaría parte integrante, dotada de autonomía interna, de la República de las Dos Naciones, que luego se convertiría en la "República de las Tres Naciones". En cambio, las propiedades tomadas por los cosacos fueron devueltas a la nobleza polaca y a la Iglesia católica. Además, los polacos que habían sido expulsados durante la Rebelión de Jmelnitski podrían regresar. El acuerdo significó, en realidad, la transición de Vihovski al lado de los polacos en la guerra ruso-polaca (1654-1667). Vihovski aceptó el título de "Gran Hetman del Principado Ruso".
Poco después de la firma del Tratado de Hadiach, las tropas de Vihovski invadieron los distritos de Putyvl y Sevsk. Entonces, el príncipe Grigory Danilovich Dolgorukov, el voivoda de Putivl, informó al Zar Aleijo I sobre diversos atentados que han tenido lugar en la región.
Entonces, Moscú comenzó a reunir tropas apresuradamente. Para proteger los distritos del suroeste, los príncipes Fedor Fedorovich Kurakin, Semyon Romanovich Pozharsky y Semyon Petrovich Lvov, fueron enviados a Sevsk al mando de tropas.
Después comenzó la Campaña del Regimiento de Belgorod.
A finales de noviembre de 1658, el príncipe Grigory Grigoryevich Romodanovsky propuso que los cosacos eligieran un nuevo atamán y los cosacos de la Orilla Izquierda de Ucrania eligieron, en la ciudad de Varva, a Ivan Fedorovich Bespaly, que era el coronel del Regimiento cosaco de Uman, como "atamán por un tiempo" y a Voronok como capitán general, además: se eligió la ciudad de Romny como lugar de residencia del atamán.

#### Reanudación de las hostilidades
Si desea información más completa, consulte: Reanudación de las hostilidades
Cuando se vieron rodeados por el Regimiento de Belgorod, varios líderes cosacos leales a Iván Vihovski, para salvar sus vidas, decidieron rendirse y jurar lealtad al Zar Aleijo I, pero, en diciembre de 1658, el juramento resultó ser falso y estos líderes cosacos volvieron a luchar contra las tropas rusas junto con Vihovsky y los tártaros de Crimea.
El 28 de junio de 1659, tras varias batallas, las tropas del Khan de Crimea y de Vihovski derrotaron, en la batalla de Konotop, a las tropas del príncipe Trubetskoy, que se retiró a Putivl.

#### La caída de Iván Vihovski
Como resultado de la derrota de Trubetskoi, las regiones fronterizas del sur de Rusia, hasta Vorónezh y Usman, quedaron desprotegidas. En agosto de 1659, los crimeos hicieron campañas contra 18 vólosts, la mayoría de los cuales estaban ubicados más allá de la línea fortificada de Bélgorod, donde muchos rusos fueron capturados para ser vendidos como esclavos en Crimea. Entonces, se ordenó a Trubetskoy que se trasladara al área entre Putivl y Sevsk para repeler las incursiones tártaras y el ejército ruso tuvo que detener temporalmente la guerra en el Hetmanato Cosaco.
En ese momento, Iván Vihovski estaba sitiando Haidach, que estaba defendida por el coronel cosaco Pavel Efremovich Apostol.
Iván Sirkó, entonces el Koshovyi Otamán, cumpliendo las instrucciones de Trubetskoy y de Bespaly, atacó a la Horda de Nogái y, esto, obligó a las tropas tártaras a regresar a Crimea. Después de esto, Sirkó derrotó al coronel Timosh, enviado contra él por Vihovski.
Pronto, Poltava se unió a las ciudades de Romny, Haidach y Lójvitsia que se rebelaron contra Vihovski. En septiembre de 1659, algunos de los antiguos aliados de Vihovski en la batalla de Konotop juraron lealtad al Zar Aleijo I, como: Ivan Ekimovich, el coronel de Kiev; Timofey Ermolovich Tsetsyura, el coronel de Pereyáslav; y Anikey Silich, el coronel de Chernígov.
En Pereyáslav, Tsetsyura arrestó a Jan Zumeral, un comandante de tropas mercenarias leal a Vihovsky, y disparó a los partidarios: Stepan Sulimenko, Severyan Sulimenko e Ivan Zabuysky. Además, Tsetsyura arrestó el juez militar Fyodor Loboda y liberó a los dragones rusos que estaban cautivos en Pereyáslav para incorporarlos a la guarnición de la ciudad.
Cerca de Bykov, los campesinos mataron al coronel Yuri Nemirich, un partidario de Vihovski. Además, los habitantes de Cherkasy se negaron a permitir que Vihovski entrara en la ciudad.
Entonces, los regimientos de Kiev, Pereyáslav y Chernígov, así como los cosacos de Iván Sirkó, propusieron elegir un nuevo hetman. En este contexto, el 17 de octubre de 1659, la Rada de Bila Tserkva eligió a Yuri Jmelnitski y Vihovski huyó a Polonia.

### Hetmanato de Yuri Jmelnitski
El 17 de octubre de 1659, Yuri Jmelnitski, para devolver la ayuda recibida de Rusia, firmó un nuevo tratado en Pereyáslav, según el cual los cosacos estaban prohibido de elegir un Hetman sin el permiso del zar ruso, que también decidiría sobre las relaciones internacionales del Hetmanato Cosaco. Además, las ciudades serían gobernadas por vaivodas rusos y la Iglesia sería completamente subordinada al Patriarcado de Moscú. Muchos de los ancianos de la orilla derecha no reconocieron al nuevo hetman y juraron lealtad a la República de las Dos Naciones.
En febrero de 1660, el ejército polaco dirigido por Stanisław Rewera Potocki, el Gran Atamán de la Corona, invadió el Hetmanato Cosaco. Con él estaban Iván Vihovski y los cosacos leales a él. Después del fallido asedio de Mohyliv-Podilski, donde tuvo el apoyo de los tártaros de Crimea, el ejército polaco se retiró del Hetmanato bajo la presión de las fuerzas del Príncipe Grigory Afanasyevich Kozlovsky.
Mientras tanto, los cosacos dirigidos por Grigory Gulyanitsky y los tártaros dirigidos por los príncipes Mehmet-Girey y Sarat-Girey asolaron las afueras de Nizhyn. Sin embargo, el 5 y 6 de febrero de 1660, el Regimiento cosaco de Nizhyn derrotó a uno de los destacamentos de Gulyanitsky y a los tártaros.
En los últimos días de febrero de 1660 se celebró una manifestación en la que el enviado polaco Stanisław Kazimierz Bieniewski y Dionisio Balabán, el Metropolitano de Kiev, persuadieron a los cosacos para que acudieran en ayuda del Sacro Imperio Romano Germánico contra el Imperio otomano. Sin embargo, los cosacos se negaron.
El 11 de marzo de 1660, las tropas dirigidas por el coronel Yakim Semenovich Somko, el Hetman asignado de Pereyáslav, derrotaron, cerca de la aldea de Kozlov (óblast de Kiev), a los "traidores de los cosacos del Trans-Dnieper", dirigidos por el coronel Sulima, que invadieron la margen izquierda. Sulima fue herido y se dirigió a Berezin.
El 15 de marzo, los coroneles Vasily Zolotarenko e Ivan Likharev, con el apoyo de tropas rusas, subyugaron las ciudades de Nosovka, Kobyzhcha, Staraya Basan, Berezán, Bobrovitsa, Nueva Bíkov, Galitsa (óblast de Chernígov), Monastyrische (óblast de Chernígov) y muchas otras ciudades.
El 17 de agosto de 1660 comenzó la Campaña de Sheremetev. Sin embargo, esta alianza ruso-cosacas fue derrotada en Chúdniv por una alianza de polacos y tártaros de Crimea. Los polacos y los tártaros también derrotaron a las tropas de Yuri Jmelnitski. En este contexto, un grupo polaco de ancianos cosacos, dirigido por Timofey Nosach, obligó a Yuri Jmelnitski a entablar negociaciones con el gobierno polaco, que condujeron a la firma, el 8 de octubre, del Tratado de Slobodishchensky, según el cual el Hetmanato Cosaco volvía a ser súbdito de la República de las Dos Naciones.

#### Caída de Yuri Jmelnitski
Tres coroneles cosacos rechazaron el Tratado de Slobodishchensky y permanecieron leales al Zar Aleijo I: Yakim Semenovich Somko, Vasily Nikiforovich Zolotarenko y Anikey Silich. Con el apoyo de los regimientos de Chernigov y Nizhyn. Entonces, Somko fue elegido como hetman de los cosacos de la orilla izquierda de Ucrania.
En noviembre de 1660, Somko atacó Pryluky y Lubní, donde las guarniciones cosacas estaban comandadas por oficiales leales a Yuri Jmelnitski. En Pryluky, los cosacos se rebelaron, arrestaron al coronel Fyodor Tereshchenko y lo entregaron a Somko. En Lubní, el proprio Stefan Shamritsky, el coronel del Regiemento, se sometió a la autoridad de Somko. Sin embargo, en diciembre de 1660, el coronel Shamritsky volvió a ponerse del lado de Jmelnitski.
El 15 de diciembre de 1660, un destacamento del ejército ruso dirigido por Grigory Ivanovich Kosagov derrotó tropas de los coroneles cosacos (leales a Jmelnitski): Pavel Trofimovich Zhivotovsky, Yatsko Cherkas e Ivan Dyachenko, pero no pudieron recuperar Haidach, en aquel momento.
A lo largo de 1561, algunos regimientos cosacos empezaron a apoyar a Somko, como el de Haidach, dirigido entonces por el centurión Krysko Semiónovich; y el de Lubensky.
También en 1661, el coronel Pavel Trofimovich Zhivotovsky, del Regiemento cosaco de Mýrhorod, dejó de apoyar a Jmelnitski y pidió a Somko que lo aceptara en su bando.
El 17 de septiembre de 1661, el coronel Vasily Shiman-Shimanovsky, del Regiemento cosaco de Zinkiv, empezó a apoyar Somko.
Entre octubre y diciembre de 1561; y entre junio y julio de 1662, Yuri Jmelnitski sitió a Somko en Pereyáslav, en vano. Los cosacos de Jmelnitski y los tártaros de Crimea se distinguían, por su extrema crueldad, en la margen izquierda, por ejemplo, la población de la antigua ciudad de Lukoml (región de Poltava) fue completamente masacrada o conducida a la esclavitud tártara, tras lo cual cayó en la desolación para siempre.
El 26 de julio de 1662, el ejército ruso-cosaco liderado por el Príncipe Grigory Grigoryevich Romodanovsky y por Somko obtuvo una victoria decisiva contra las tropas de Jmelnitski, en la batalla de Kániv.
Tras esta derrota, Jmelnitski se retiró a la orilla derecha y tuvo que hacer frente a una invasión por parte de los rusos y cosacos de la orilla izquierda, que sólo fue derrotada, el 13 de agosto de 1662, con el apoyo de las tropas del Kanato de Crimea, en la batalla de Buzhin (Raión de Chiguirín). 
Sin embargo, la capacidad de Jmelnitski para seguir dirigiendo a los cosacos se vio seriamente comprometida y en enero de 1663 se vio obligado a dimitir como Hetman y Pavel Ivanovich Tetera Morzhkovsky fue elegido Hetman de los cosacos de la orilla derecha.

### Hetmanato de Pavel Tetera
En 1662, cuando Yuri Jmelnitski fue derrotado por el príncipe Grigory Grigoryevich Romodanovsky en la batalla de Kániv y huyó, Tetera fue uno de los cinco coroneles que asumieron arbitrariamente el título de Hetman.
En octubre de 1662, tras la abdicación del Hetman Yuri Jmelnitski, Tetera fue elegido Hetman de la Orilla Derecha en la Rada de Chiguirín y, con el apoyo de la República de las Dos Naciones, intentó unir el Hetmanato Cosaco de la Ribera Derecha con el Hetmanato de la Ribera Izquierda bajo su autoridad.
Ademas, buscó:
1. la confirmación por parte del gobierno polaco de los privilegios de los ancianos cosacos;
2. resolver las cuestiones de la iglesia: (abolir la dependencia de la jerarquía ortodoxa de la católica romana y devolver a los ortodoxos las iglesias confiscadas por los uniatas);
3. establecer relaciones diplomáticas independientes con Moldavia y Valaquia; e
4. iniciar negociaciones de paz con el Zarato Ruso.

Luchó contra el Yakim Somko, entonces el Hetman de la Orilla Izquierda, y luego con su sucesor: Ivan Bryukhovetsky, quien intentó unir todas las tierras de la antigua Rusia bajo el protectorado del Zar de Moscú.
A principios de 1663, junto con Petró Doroshenko y las tropas polaco-lituanas, invadió la orilla izquierda de Ucrania y sitió Hlújiv, pero se vio obligado a retirarse frente a las tropas rusas.
En julio de 1663, envió tropas al mando de Petró Doroshenko para sofocar la rebelión encabezada por el coronel Ivan Popovich-Khodorkovsky.
En octubre de 1663, al frente de las tropas cosacas se unió al ejército del Rey Juan II Casimiro y a las tropas tártaras en Bila Tserkva para atacar la Orilla Izquierda de Ucrania. Entre noviembre de 1663 y enero de 1664, las tropas cosacas polacas y los destacamentos tártaros ocuparon la mayor parte de la margen izquierda de Ucrania. Sin embargo, la ofensiva pronto se estancó durante el asedio de Hlújiv (22 de enero-9 de febrero de 1664). Además, a principios de 1664, se estalló un levantamiento en la orilla derecha de Ucrania contra la nobleza polaca, lo que le obligó a regresar a la orilla derecha.
El ejército polaco, bajo la presión de las tropas rusas bajo el mando del príncipe Grigory Grigoryevich Romodanovsky y los regimientos del Hetman Ivan Martynovich Bryukhovetsky, se retiró a través de la región de Chernígov y Lituania hasta Polonia.
Después de la retirada de las tropas de la corona polaca y con la aparición, en la margen derecha, de tropas rusas, regimientos cosacos de la margen izquierda y cosacos liderados por Iván Sirkó, su prestigio político se vio muy debilitado. Al mismo tiempo, los tártaros de Crimea intentaron apoderarse de la orilla derecha de Ucrania hasta el río Horýn.
Superando la situación adversa, en la primavera de 1664, Tetera logró, con la ayuda de las tropas polaco-lituanas, obligar a Ivan Bryukhovetsky a retirarse a la margen izquierda, junto con las tropas rusas.
A nivel interno, entre 1664 y 1665, Tetera intentó vencer a sus oponentes, en particular a los coroneles I. Serbin, Vasily Drozdenko y S. Opara.
En julio de 1665, Teterya renunció y nombró a Mikhail Stepanovich Khanenko como Hetman. Después de esto, se fue a Polonia a vivir en Varsovia.

### Hetmanato de Petró Doroshenko
En 1665, después de la huida de Pavel Teteria, Petró Doroshenko recibió el apoyo del Kanato de Crimea para derrotar Vasily Drozdenko, que era un enemigo de los polacos y partidario de la unificación de la Rusia Menor bajo el gobierno del Zar de Moscú y el hetman de la margen izquierda Ivan Bryukhovetsky.
Después de vencer a los rivales: Vasily Drozdenko y Stepan Opara, fue elegido hetman de la orilla derecha de Ucrania y comenzó a luchar por la unidad de Ucrania y la independencia del ejército de Zaporiyia. Apoyándose en parte de los ancianos y el clero cosacos, que estaban alineados con el Imperio otomano y con el Kanato de Crimea, intentó extender su poder a la orilla izquierda de Ucrania.
Tras su elección como Hetman, Petró Doroshenko introdujo reformas para fortalecer su posición, con la esperanza de ganarse el respeto de los cosacos de base. Él organizó a menudo consejos generales, donde escuchaba a las clases bajas. Además, para librarse de la dependencia de los starshyna (oficiales superiores), el hetman creó los regimientos Serdiuk, 20.000 mercenarios de infantería que sólo obedecían sus órdenes.
Cuando comenzó su hetmancia, Doroshenko siguió una línea pro-polaca, pero cambió su política cuando se enteró del Tratado de Andrusovo, firmado el 30 de enero de 1667, que dividía oficialmente el Hetmanato Cosaco entre Rusia y Polonia, con Rusia teniendo soberanía sobre la orilla izquierda y Polonia con soberanía sobre la orilla derecha. Según informes, cuando las noticias sobre el Tratado llegaron a Doroshenko, entonces él sufrió una convulsión y rápidamente abandonó su posición pro-polaca y decidió buscar ayuda del Imperio otomano.

#### Intento de reunificación del Hetmanato Cosaco
Según Doroshenko, el Tratado de Andrúsovo, firmado el 30 de enero de 1667, tuvo que ser rechazado porque hacía imposible cualquier esperanza de reunificación del Hetmanato Cosaco.
Entonces, la Rada convocada por él decidió expulsar a los católicos de la margen derecha de Ucrania. Al mismo tiempo, emprendió una campaña contra la margen izquierda de Ucrania, intentando capturar a Kremenchuk. Este intento terminó en un fracaso, pero Doroshenko no abandonó sus planes y encontró un entusiasta apoyo para ellos en José, el Metropolitano de Kiev.
En el otoño de 1667, Doroshenko, con la ayuda de los tártaros de Crimea, derrotó a las fuerzas polacas en la batalla de Brailiv en Podolia. Después de la batalla, la oposición de Doroshenko, liderada por el otomano Iván Sirkó y los tártaros detuvo su avance contra los polacos. Con el Margen Derecho aparentemente asegurado, Doroshenko y sus hombres cruzaron al Margen Izquierdo y apoyaron el levantamiento de Ivan Briukhovetsky contra Moscú.
Bryukhovetsky creyó en las promesas y provocó un levantamiento, pero los coroneles cosacos de la orilla izquierda prefirieron matarlo y elegir a Doroshenko como Hetman de ambas orillas de Ucrania.
Sin embargo, las tropas rusas lideradas por el Príncipe Grigory Grigoryevich Romodanovsky consiguieron importantes victorias contra los tártaros y Doshenko se retiró a la orilla derecha, dejando a Demyan Mnogohreshny como comandante de las tropas cosacas en la orilla izquierda.
Entonces, en el otoño de 1668, Demyan Mnogohreshny, al no ver la ayuda de Doroshenko en la lucha contra Moscú y bajo la presión de la parte de los ancianos y el clero pro-Moscú (especialmente: Lazar Baranovich, entonces el arzobispo de Chernígov), entabló negociaciones con los embajadores de Zar Aleijo I y, el 13 de mayo de 1669, fue elegido nuevo Hetman de la Margen Izquierda para actuar como vasallo de Moscú.
Por las mismas fechas, algunos cosacos de Zaporizhia que se opusieron a Doroshenko, eligieron Petro Sukhoviy como nuevo hetman, que también se aseguró el apoyo de los tártaros de Crimea. Sukhoviy desafió a Doroshenko, pero fue derrotado en la Batalla de Olkhivets por las tropas de Petró Doroshenko e Iván Sirkó.
En el verano de 1669 Sukhoviy, junto con los tártaros, atacaron a Doroshenko, pero los otomanos solicitaron que los tártaros de Crimea retiraran su apoyo a Sukhoviy. En junio de 1669 Sukhoviy fue depuesto, y apoyó la elección del coronel del regimiento Uman, Mykhailo Khanenko. Finalmente, Sukhoviy escapó a Crimea, después de que Khanenko fuera derrotado por Doroshenko, el 29 de octubre de 1669, en la Batalla de Stebliv.

#### Sometimiento al Imperio otomano
En enero de 1668, el Consejo de Oficiales de Chiguirín expresó su apoyo a las intenciones de Doroshenko de aliarse con el Imperio Otomano. Entonces, en el otoño de 1668, la delegación cosaca fue enviada a Constantinopla con la propuesta de una alianza militar entre el Hetmanato Cosaco en la Orilla Derecha y el Imperio Otomano. La alianza fue aprobada nuevamente por el Consejo Cosaco de Korsun el 10/12 de marzo de 1669. En mayo de 1669, la alianza fue proclamada finalmente por el Sultán Mehmed IV, recibiendo Doroshenko el título de Sanjak-bey.
Según el acuerdo, la orilla derecha quedó bajo el dominio del Imperio otomano y Doroshenko se comprometió a brindarle asistencia militar. Se cree que a pesar de esta sujeción al Imperio otomano, el Hetmanato Cosaco conservó no sólo autonomía completa, sino también libertad de todos los impuestos y contribuciones al tesoro del sultán, comprometiéndose únicamente a abastecer al ejército otomano con cosacos a petición del sultán y teniendo voz en la política exterior turca, especialmente en relación con la República de las Dos Naciones y el Zarato Ruso.
Personalmente, Doroshenko habló sobre la inamovilidad del rango de Hetman y del carácter hereditario del título. Sin embargo, este acuerdo con el Imperio otomano arruinó el prestigio de Doroshenko ante los ojos del pueblo.
Por otra parte, en 1670, Doroshenko trató infructuosamente de resucitar los principios del Tratado de Hadiach de 1658, en negociaciones con Polonia, a través de la comisión local de Ostroh. Mientras tanto, el 2 de septiembre de 1670, los enviados de Mikhail Stepanovich Khanenko, entonces el coronel cosaco de Uman, lograron concluir un tratado con los polacos. Poco después que los polacos reconocieran Khanenko como Hetman, Juan III Sobieski lanzó una invasión masiva del Margen Derecho con su apoyo.
En diciembre de 1671, cuando el ejército de la República de las Dos Naciones comenzó a recuperar ciudades de Doroshenko, se envió una carta del Sultán a Varsovia, exigiendo que la República de las Dos Naciones renunciara a las tierras de Rusia Occidental.

#### Guerra polaco-turca
- Ver: Guerra polaco-turca (1672-1676)

En la primavera de 1672, el Sultán Mehmed IV con un enorme ejército, reforzado por el Khan de Crimea y las tropas cosacas de Doroshenko, invadió las regiones de Podolia y Galitzia, forzó la rendición de Kamianets-Podilski, cuyos habitantes fueron en parte destruidos, en parte capturados como esclavos, y sitió Leópolis, entre 10 (20) de septiembre y 26 de septiembre (6 de octubre). En este contexto, el 18 de octubre de 1672, la República de las Dos Naciones firmó el Tratado de Buczacz, según el cual renunciaba a la Ucrania de la orilla derecha.  Según los términos del tratado, el Voivodato de Podolia se convirtió en una provincia otomana, mientras que el Voivodato de Brátslav y la parte sur del Voivodato de Kiev serían reconocidos como territorios cosacos administrados por Doroshenko, bajo protectorado otomano. Pero la guerra tuvo consecuencias para Doroshenko, devastando su país. El vasto territorio ucraniano fue arrasado, las ciudades, incendiadas, y cientos de personas fueron aprisionadas y esclavizadas por los tártaros de Crimea. Además, gran parte de la población de la margen derecha, devastada por los tártaros y turcos de Crimea, se trasladó en masa a la margen izquierda, y la región subordinada a Doroshenko quedó vacía día a día.
Mientras tanto, en el verano de 1672, Demian Mnohohrishny fue reemplazado por Ivan Samoilovich por la Rada de Konotop. Cuando el Margen Derecha se enfrentó a la devastación del poder turco, Doroshenko comenzó a perder el respeto de sus antiguos ciudadanos, a causa de su colaboración con los odiados infieles. Aunque la alianza desempeñó un papel importante en sus éxitos, el resto de la población sufrió a manos de los turcos. A medida que sus fuerzas se debilitaban a consecuencia de las guerras, Doroshenko se vio obligado a depender cada vez más de los otomanos. Esto fue muy impopular entre la mayoría de los profundamente cristianos ortodoxos cosacos.
En 1674, el consejo de oficiales de Pereyáslav proclamó a Ivan Samoilovich como el nuevo Hetman de toda Ucrania respaldado por los rusos,  en un contexto en el que los rusos entendían que el Tratado de Buczacz liberaba al gobierno ruso de las obligaciones que le imponía el Tratado de Andrúsovo.
Así, en el verano de 1674, lo cossacos dirigidos  por Ivan Samoilovich, junto con las tropas rusas comandadas por el Príncipe Grigory Romodanovsky, lanzó una expedición contra Doroshenko, y sitió Chiguirín. Al mismo tiempo, Mykhailo Khanenko entregó su título de hetman a Samoylovych, a cambio de algunas propiedades de tierra. Sin embargo, el Gran Visir Kara Mustafá logró levantar el asedio y mandó a las fuerzas moscovitas al otro lado del Dnieper.
Tras la invasión, casi todos los regimientos cosacos de la orilla derecha se alinearon con Samoilovich. A continuación, el 17 de marzo de 1674, se celebró la Rada de Pereyáslav, en la que Khanenko dimitió como hetman y Samoilovich fue proclamado hetman de ambos lados del río Dnieper.
En el otoño de 1675, Doroshenko abdicó en el consejo cosaco de Chiguirín, y prometió su lealtad a Moscú, con Iván Sirkó como testigo. Sin embargo, el gobierno moscovita le exigió que abdicara de nuevo, en el territorio del Margen Izquierdo de Ucrania, en presencia de Samoylovych y Romodanovsky, pero Doroshenko rehusó.
A finales de 1676, Samoylovych cruzó el Dnieper con un ejército de 30.000 hombres, y sitió  Chiguirín una vez más. Después de varias horas de batalla, Doroshenko pidió a sus 2.000 guerreros que depusieran las armas, y decidió abdicar el 19 de septiembre. Doroshenko fue arrestado y llevado a Moscú, donde fue mantenido en exilio honorario, para no regresar nunca a Ucrania.